# Trachelopachys magdalena
Espèce
Trachelopachys magdalena est une espèce d'araignées aranéomorphes de la famille des Trachelidae.

## Distribution
Cette espèce est endémique du département de Magdalena en Colombie,.

## Description
La femelle holotype mesure 7,06 mm.

## Étymologie
Son nom d'espèce lui a été donné en référence au lieu de sa découverte, le département de Magdalena.

## Publication originale
- Platnick, 1975 : A revision of the South American spider genus Trachelopachys (Araneae, Clubionidae). American Museum Novitates, no 2589, p. 1-25 (texte intégral).